# История на арменската писменост
Арменската азбука е създадена през 405 или 406 г. от Месроп Мащоц (361 – 440). Първоначално се състои от 36 букви, впоследствие са добавени още 3 букви. Изобретяването на азбуката се случва във време, когато Армения е разделена между Византийската империя и Сасанидска Персия. Християнството е прието за официална религия на арменската държава през 301 г. – един век, преди създаването на азбуката. Всички ритуали и церемонии, които са се извършвали на чужди езици (гръцки, арамейски ), започват да се провеждат на родния арменски език. Азбуката претърпява незначителни промяни (добавени са буквите և, օ, ֆ – йев, о, фе), без да загуби своятa изразителност. Според Горюн „Бог наистина даде късмет на Мащоц да създаде букви и той роди арменските букви с даденото му свято право“.

## Ситуацията в Армения
След първото разделяне на Армения през 387 г. част от имотите на арменските министри преминават към Римската (след 395 г. към Византийската империя), а земите в източна част – към Сасанидска Персия. Сасанидският двор, който изповядва зороастризъм, имал за цел да върне арменците в езичеството или исляма, за да ги откъсне от християнска Византия и постепенно да ги асимилира с персите. След падането на великоарменското царство ( 428 г. ), Утик и Арцах падат и Ахван, Пайтакаран и Барскахайк на Атрпатака, Гугарк и частично Дайк в Грузия. Шестте района на страната са обединени в провинция Армения. Най-мощните министри Багратуни, Мамигонян, Арцруни и Сюни, поемат задачата да поддържат държавността. До тях застава Арменската апостолическа църква.
За да се осигури национално, политическо и религиозно единство, се създава арменската азбука: арменският фолклор, превежданите дотогава на гръцки, арамейски и персийски религиозни ритуали започват да се правят на арменски. 
Има друга версия, че арменска писменост и литература са съществували отпреди Мащоц да създаде арменската азбука. Предполага се, че те са били концентрирани в езическите храмове и употреба им е била силно ограничена. Предполага се, че те са били унищожени (изгорени) заедно с други езически ценности по време на обявяването на християнството за държавна религия.

## Месроп Мащоц
Месроп Мащоц е роден през 362 г. в село Хацек или Хацекац в провинция Тарон. Още от ранна възраст той получава гръцко и асирийско образование. Отива във във Вагаршапат, където постъпва на служба в арменското придворно училище.
Той е ръкоположен за свещеник и заминава за провинция Кохтан, където проповядва с учениците си. Мащоц е убеден, че докато господстват двата езика – гръцки и асирийски, не е възможно да се разпространява християнството сред хората. Въпреки че са изминали 100 години от приемането на християнството, повечето от хората все още са запазили езическата религия и обичаи, тъй като новата религия е била неразбираема за масите. Да укрепи позициите на християнството било възможно само, когато църковният ритуал се извършвал на майчиния език, арменския, и затова било необходимо арменците да има свои собствени букви. От първа необходимост било да се преведе "Библията" и християнската литература на арменски, като по този начин християнството да узрее за целия народ. Създаването на арменската азбука, в допълнение към насърчаването на християнската вяра, било необходимо, за да бъде съхранен и записан вековния арменски фолклор, народните романи и песни, и други произведения.
Когато Мащоц се връща във Вахаршапат, арменският католикос по това време – Сахак Партев също мисли за създаването на арменската писменост. С помощта на крал Врамшабух Аршакуни (389 – 415) за първи път са донесени Таниеловите букви, но скоро се потвърждава, че те не отговарят на фонетичната система на арменския език. За да създадат арменската писменост, Месроп Мащоц и неговите ученици пътуват до сирийските градове Амид, Едесия и Самосат, изучават от извора чуждите езици, консултират се с асирийски и гръцки учени и едва тогава, през 405 г., създават арменската писменост. Според легенда, когато в един миг той отклонил поглед от пергамента, върху който пишел забелязал ръка (Божията), която рисувала буквите от арменската азбука от ляво надясно. След като съставя арменската азбука, Мащоц отива в Самосат, където възлага на гръцки калиграф на име Хропанос да оформи стилизирано създадените от него букви. Там той превежда и първото арменско изречение от „Книгата на притчите“:
| „                                                     | Ճանաչել զիմաստութիւն և զխրատ, իմանալ զբանս հանճարոյ | “ |
| Ճանաչել իմաստությունը և խրատը, իմանալ հանճարի խոսքերը |                                                     |   |

Да познаеш мъдростта и поуката, да научиш езика от извора.
36-те букви от новата азбука напълно изразяват фонетичната система на арменския. Още в Сирия, Мащоц и неговите ученици започват да превеждат някои части от „Библията“. При завръщането си в Армения, във Вахаршапат, на брега на река Рах (Йерасх), Месроп Мащоц и неговите ученици са посрещнати пищно от крал Врамшабух, придружен от арменския съвет на старейшините и множество хора, дошли да го посрещнат.

## Училища:
След изобретяването на писмеността се откриват училища, за да се преподава на децата новата азбука. Едно от първите арменски училища в „източните райони“ (Утик, Арцах) е открито в манастира „Амарас“. Арменски езикови училища са открити и в арменските територии, които са под византийска власт.
Месроп Мащоц се впусka активно в създаването на грузинска и ахванска писменост. Пътувайки до Вирк и Ахванк, той, заедно с местни учени, създава грузинската писменост и буквите за гаргарския език, който се наричал ахвански.
По време на езичеството всички ръкописи са били съхранявани в езическите храмове и свети места, докато християнството прави образованието достъпно за масите. Мащоц пътува из провинциите и отваря училища, а католикос Сахак Партев остава в двора на Вахаршапат, за да преподава и учи министрите на арменската писменост. Това културно движение е известно с името „Златен век“.
Месроп Мащоц умира през 440 г. и е погребан в село Ошакан, в династичното имение на Амадуни. На гроба му първо е построен гробищен параклис, а впоследствие е издигната църква. Преди него умира неговият патрон и помощник католикос Сахак Партев.

## Преводна литература
Използването на арменската азбука спомогнала за разпространението на християнството сред хората, което дотогава ставало на гръцки или асирийски език, оставайки неразбираемо. Сред духовниците все още значителен брой съставлявали чужденците.

Първият литературен превод е арменската Библия под ръководството на Месроп Мащоц и Сахак Партев. Изследователите я наричат „Кралицата на преводите“. Тогава те започват да превеждат на арменски език произведенията на много видни автори от древния свят. Описвайки тяхната дейност, арменският историк от 20 век Лео ясно заявява:
| „                                  | Նրանք առաջինն էին, որ իրենց ձեռքով հայացված եկեղեցու համար հայերեն երգեր գրեցին ու երգեցին։ Ավանդությունը հականե հանվանե ցույց է տալիս, թե որոնք են Սահակի և Մաշտոցի հեղինակած շարականները։ Նրանց սկսածը շարունակեցին իրենց աշակերտները, այնպես որ Ոսկեդարը հանձնեց իր հաջորդ դարերին հոգևոր բանաստեղծությունների մի մեծ շարք | “ |
| Լեո (Առաքել Բաբախանյան, 1860-1932) | |   |

„Те бяха първите, които със своята ръка, заради Aрменската църква написаха арменски песни и ги изпяха. Установената във времето традиция показва, кои са създателите на шараганите – Сахак и Мащоц Това, което започнаха бе продължено от техните ученици, така че Златнияt век предаде на следващите векове голяма част от духовните им творения“.
Древният арменски език Крапар, който вече е бил силно развит в езическите храмове, още от началото показва гъвкавостта и красотата на литературния език, възнаграден с името „воскедар“ (златен) език. Преводната литература, според просветените, дава тласък и на развитието на националната историография и литература на арменски език. След загубата на държавност (428 г.) тя се превръща в мощно средство за обединяване на арменците.

## Арменска литература
Сред произведения на изкуството са и тези на историците от Златния век. В този смисъл се откроява работата на Йелише (За Варданай и арменската война). Йехише представя Вартан Мамиконян и неговата битка при Аварайр и много други събития с много художествен полъх. Фавстос Бузанд разказва за Кънели, Дирит и кралица Паранцем. Произведението, чиято тема са подвизите на християнските светци (поведението на Шушаник), преживява голямо развитие. Шушаник е дъщеря на вожда Вардан Мамиконян и е съпруга на Вазген Гугарк, който приел зороастризма и поискал тя да го последва и да приеме персийската религия. Шушаник не се страхувала от железните окови и затвор, нито от мъчения, и не се отрекла от християнството. Убита е от съпруга си.
Първите произведения на арменската историография са написани през V век. Агатангехос е написал „История на арменския народ покръстването на арменците“ (изд. на бълг. език – 2001 г. ISBN: 951-90905-4-X) – произведение, посветено на арменското покръстване през IV бек – дело на Григорий Просветител. To е обогатено от Фавстос Бузанд и Хазар Парпеци през V век и достига до наши дни обогатено от допълненията, които гореспоменатите историци са направили последователно в годините.
Историческите сведения на Агатангехос рисуват живота на християнските светци. Неговите писания са богат източник, от който се черпи информация за арменската езическата религия. Неговите писания са продължени от Павстос Пюзанд, който пише историята от 30-те години на IV век до 387 година. Авторът прославя свободолюбивия дух на арменския народ, описва битките му срещу персийските войски, как Римската империя и Сасанидска Персия се намесват във вътрешните работи на Арменското царство и успяват да го разделят помежду си през 387 г.
| „                          | Այն ժամանակ և այնուհետև Հայոց թագավորությունը բաժանվեց, ցրվեց, նվազեց, իր նախկին մեծությունից ընկավ | “ |
| Փավստոս Բուզանդ (5-րդ դար) | |   |

„В това време и заради това Арменското царство бе разделено, пръсна се, намаля, загуби предишното си величие“. 
Хазар Парпеци описва историята на Армения от края на IV и V век.
| „                        | Պետք է ստույգը գրել, չեղածը չավելացնել, եղածները չպակասեցնել | “ |
| Ղազար Փարպեցի (5-րդ դար) |                                                              |   |

„Трябва отговорно да се пише, да не добавяме това, което не се е случило, а случилото се да пропуснем“.
Древният писател е опазил ценните и достоверни сведения за войните на Вардананц и Вахананц.
Историята на създаването на арменската писменост и за създателя ѝ Месроп Мащоц е описана от Горюн, който е може би първият летописец от V век, описал поведението на Мащоц. А Йехише е описал мощното народно въстание, водено от Вартан Мамиконян срещу персийското господство.
Сред арменските историци се откроява бащата на арменската история Мовсес Хоренаци. Неговата „История на арменците“, написана заедно със Сахак Багратуни, е чудна библиография, която обгръща в пълнота историята на арменците – от произхода на народа до средата на V век. Арменският историк събира и оставя за поколенията първата пълна история на арменския народ, като я разделя в три книги:
- първата книга разказва за Хайк Нахабед и за последвалите делата, извършени от следващите му поколения;
- във втората книга се появяват великите арменски реформатори царете Вахаршаг и Арташес, разказава също и за дейността на редица други царе;
- третата книга, която е посветена на историята на Армения през IV - V век, завършва с „Жалба“, където авторът оплаква падането на Арменското царство и критикува негативните страни на арменското общество.

Бащата на историята използва за източници наред с произведения на предшестващи нему арменски автори и чуждестранни автори, както и Библията. В неговите песни са вписани много примери от фолклора: историята на Хайк и Бел, историята на Ара и Шамирам, песента за рождения ден на Вахагн, песните, посветени на цар Арташес и др. За разлика от много автори, които го предхождат или следват, той отделя историческите части от материалите, които използва, от митичните.
Бащата на историята е написал Историята на арменския народ като стъпва върху историята на съседните народи и затова книгата му съдържа богат материал за Вирк, Агванк, Персия, Сирия и още по-далечни светове, от Ирландия до Китай. Това е особено добре отразено в неговия авторски атлас – Ашхарацуйц „Карта“.
| „               | Թեպետ մենք փոքր ածու (փոքրաքանակ ժողովուրդ) ենք և թվով քիչ, և շատ անգամ օտար թագավորությունների կողմից նվաճված, բայց և այնպես մեր երկրում էլ գրելու և հիշատակելու արժանի շատ սխրագործություններ են կատարվել… | “ |
| Մովսես Խորենացի | |   |

„Макар че ние сме малки (малоброен народ) и по число не сме много и често под чуждо владичество сме се изгубвали, но така или иначе в нашата страна са се случвали много заслужени за описване и възхита събития“.
Десетки поколения на арменския народ са възпитавани в дух на патриотизъм с книгата на Мовсес Хоренаци „Историята на арменците“, а през Средновековието е служила като учебник. Наричан е велик мъдрец и поет. Името на Бащата на историята е известно по целия свят и работата му е преведена на много езици по света.
Когато бащата на историята се обръща към арменския губернатор, Сахак Баградуни дава забележително висока оценка за него и арменския народ с думите:
| „     | … դու պատկանում ես նախնական և քաջ ազգի, արդյունավոր ոչ միայն խոսքի և պիտանի խոհականության մեջ, այլև բազմաթիվ մեծամեծ փառավոր գործերով… | “ |
| [ 1 ] | |   |

„… ти принадлежиш на исторически смел и буден род не само на думи, а на множество грандиозни и славни дела“.